# Mário Haberfeld
Mario Haberfeld (São Paulo, 25 de janeiro de 1976) é um automobilista brasileiro.

## Carreira
A carreira de Haberfeld no automobilismo profissional iniciou-se em 1994, na Fórmula Ford, disputando a temporada 1995 da versão britânica da categoria, ficando em quarto lugar. No ano seguinte, participou da Fórmula Renault, alternando entre as versões francesa e europeia.
Na Fórmula 3 Britânica, foi sexto colocado em 1997 e campeão em 1998. Em 1999 fez sua estreia na Fórmula 3000 pela West Competition (equipe júnior da McLaren), e não teve uma boa temporada, chegando a não se classificar para 5 etapas. 
Em 2000, agora pela Fortec Motorsport, novamente ficou sem pontuar e não disputou o GP da Espanha devido a um violento acidente que envolveu ainda o italiano Andrea Piccini (Kid Jensen Racing) e o francês Nicolas Minassian (Super Nova). O brasileiro não sofreu nenhuma lesão grave, e foi substituído pelo britânico Jamie Davies em 2 provas. 
Pontuou pela primeira vez no mesmo GP da Espanha, desta vez em 2001 e pela equipe Super Nova - foram também os únicos pontos dele no ano. A temporada de 2002 foi a melhor de Haberfeld na F-3000, com 2 pódios e a sétima posição na classificação geral.

## CART/Champ Car e Projeto Onçafari
Em 2003, chegou à CART (posteriormente Champ Car), assinando pela equipe Conquest, que também estreava na categoria. Foi eleito "rookie of the year" no ano em que estreou, terminando em 12º lugar com 71 pontos. Permaneceu para a temporada 2004, desta vez contratado pela Walker, obtendo 157 pontos e o 13º posto na classificação geral.
Após disputar provas de Grand-Am e da Le Mans Series, Mario Haberfeld decidiu encerrar sua carreira no automobilismo em 2008, aos 32 anos.
Atualmente faz parte do "Projeto Onçafari", um projeto que tem como objetivo estimular o ecoturismo, em especial o turismo de avistamento de animais, no Pantanal. O projeto faz parte de uma série de ações para contribuir com o desenvolvimento sustentável do Pantanal.
Entre as ações no Pantanal, Haberfeld faz parte da Aliança 5P (Pantanal, Preservação, Parcerias, Pecuária e Produtividade), que compra ou administra as propriedades particulares com o objetivo de formar grandes corredores ecológicos e manter o bioma como o mais preservado do País.

## Volta às pistas
Em 2019, 11 anos depois de sua última participação oficial em provas de automobilismo, Mario Haberfeld foi escolhido pelo Team Brasil da Jaguar I-Pace eTrophy para disputar a etapa de Riad, substituindo Cacá Bueno, que disputaria a etapa de Goiânia da Stock Car Brasil. Seu desempenho foi razoável, terminando a corrida 1 em 8º lugar e a corrida 2 em 7º, garantindo 16 pontos na classificação.

## Vida Pessoal
Haberfeld é casado com Ana Cristina Medeiros Haberfeld e tem dois filhos. Mora em Miami, mas vive em "ponte-aérea" com o Mato Grosso do Sul, para cuidar de perto do Projeto Onçafari.

## Links
- Site do projeto Onçafari
- Sobre o projeto Onçafari